# Wai Lin
Wai Lin è un personaggio del film Il domani non muore mai, diciottesimo della serie cinematografica di James Bond, ispirata all'opera dello scrittore inglese Ian Fleming. È interpretata dall'attrice malaysiana Michelle Yeoh.

## Caratteristiche
Wai Lin è un'agente dei servizi segreti cinesi esperta nelle arti marziali. Come per Bond, la sua missione consiste nell'indagare su Elliot Carver e sui piani segreti della sua organizzazione. I due agenti segreti si incontreranno a più riprese nel corso del film (evocando in qualche modo la figura di Holly Goodhead in Moonraker - Operazione spazio). Questo gli spingerà a unire le forze e a lavorare insieme. Solo al completamento della missione Wai cadrà al fascino di Bond. È la seconda Bond girl del film: la sua apparizione infatti avviene dopo quella di Paris Carver.
Indipendente, piena di risorse e intelligente, Wai Lin, non ha bisogno di nessuno che le presti attenzione. L'interpretazione di Michelle Yeoh è entrata nella storia della serie dell'agente doppio zero, infatti, per la maggior parte delle scene non ha avuto bisogno di controfigure.
Nel 2008, Fandomania.com assegnò a Wai Lin il secondo posto nella classifica delle migliori dieci Bond girl. Secondo il sito infatti nessun'altra ragazza all'interno della saga possiede il medesimo dinamismo: "il giusto tipo di Bond girl al momento giusto". Nel 2010, Entertainment Weekly la classificò al settimo posto, definendola una delle Bond girl più complete della saga.
Wai Lin figura anche nel romanzo di Raymond Benson, tratto direttamente dal film. Nella trascrizione è dedicato a lei un capitolo intero nel quale sono approfonditi aspetti quali il carattere, i suoi rapporti con i servizi segreti cinesi, gli allenamenti di arti marziali e molti altri aspetti della sua vita privata e personale.

## Film
Wai Lin appare per la prima volta come ospite non autorizzata ad un festa di celebrazione, tenuta in Germania, ad Amburgo, quartier generale della CMGN (Carver Media Group Network), azienda guidata dal più grande magnate dei mass-media del mondo, il megalomane Elliot Carver. Presentatasi come giornalista del gruppo "Agenzia nuova Cina", insieme a Carver incontra Bond, infiltratosi sotto le false sembianze di un banchiere.
Bond e Lin si incontrano una seconda volta, casualmente, all'interno dei laboratori segreti della CMGN e, scoperti, scappano insieme ignorando tuttavia le reciproche intenzioni.
Il loro terzo incontro avviene in circostanze del tutto differenti. Sempre grazie al caso, i due si trovano coinvolti in una ricognizione a bordo del relitto della fregata inglese HMS Devonshire, affondata al largo delle coste del Vietnam. La nave presentava una profonda falla a lato e la mancanza di un missile nucleare, evidentemente rubato. Tuttavia, mentre le due spie uscivano dalla nave pericolante, vengono catturate dai tirapiedi di Carver, legate assieme per i polsi e condotte al quartier generale della CMNG di Saigon. Mentre venivano condotti al cospetto di Carver, Lin riconosce i traditori: si tratta del generale Chang, militare corrotto dell'esercito cinese, accompagnato da soldati in abiti civili. Giunti infine di fronte a Carver, Bond e Lin vengono a conoscenza delle loro identità scoprendosi così alleati. Messi nelle mani di Mr. Stamper - tirapiedi di Carver - per essere torturati, i due riescono comunque a scappare calandosi giù da una finestra con l'ausilio di un enorme striscione pubblicitario. Così liberi, proseguono la fuga attraverso le strade di Saigon a bordo di una BMW R1200. Alla fine dell'inseguimento, conclusosi con successo, Lin e Bond si rilassano con una doccia, ma non appena Bond tenterà di avvicinarsi con il proprio fascino, verrà respinto dalle parole di Lin, non interessata ad alcun tipo di coinvolgimento sentimentale.
Vincendo l'iniziale titubanza, Lin accetterà - in nome anche dei comuni interessi di Cina e Gran Bretagna - di collaborare con Bond. Convinta di potersi fidare - e a dimostrazione di ciò salverà 007 da un attacco degli scagnozzi di Chang -, organizza un piano per ostacolare Carver, intenzionato a creare una crisi diplomatica tra Cina e Gran Bretagna; il suo scopo è di colpire la Cina per mezzo di un missile, lanciato dalla sua base operativa, una nave Stealth invisibile ai radar. In questo modo i cinesi penseranno che gli inglesi siano responsabili e muovano guerra contro il Regno Unito. Con un accordo fatto con il generale Chang, Carver avrà i diritti in esclusiva sul conflitto per 100 anni.
Intercettata la base operativa del cattivo, Bond e Wai Lin si addentrano nella nave e la invadono di esplosivo, in modo che sia i cinesi che gli inglesi (pronti a darsi battaglia) capiscano l'inganno architettato da Carver. 
I due agenti segreti riescono a sabotare il missile nonostante un susseguirsi di imprevisti (Wai Lin viene catturata due volte; Bond inoltre è costretto a salvarla dalle grinfie di Stamper, dopo che questi ha legato Lin ad un peso e gettata in acqua). Nella conseguente lotta, Carver e Stamper vengono uccisi e la nave distrutta. Solo ora, a missione completata, Lin cederà al fascino di Bond facendo l'amore con lui su un relitto della nave.

## Videogioco
Wai Lin appare nel videogioco Tomorrow Never Dies, sparatutto in terza persona pubblicato da Black Ops Entertainment esclusivamente su PlayStation.